# David Pocock
David Pocock (Gweru, 23 d'abril de 1988) és un jugador de rugbi australià. És un tercera línia ala del costat obert dels Brumbies i de la Selecció Nacional australiana, els Wallabies. També pot jugar de tercera línia ala del costat tancat o de 8.
Considerat un mestre del punt de contacte i un dels millors del món de la seva posició, el rugby és només un element de l'home que és David Pocock. Fora del camp és ben conegut pel seu activisme social, la seva implicació amb la caritat i la seva passió per la natura que prové de la seva idíl·lica infància a l'Àfrica.

## Infància, adolescencia i vida personal

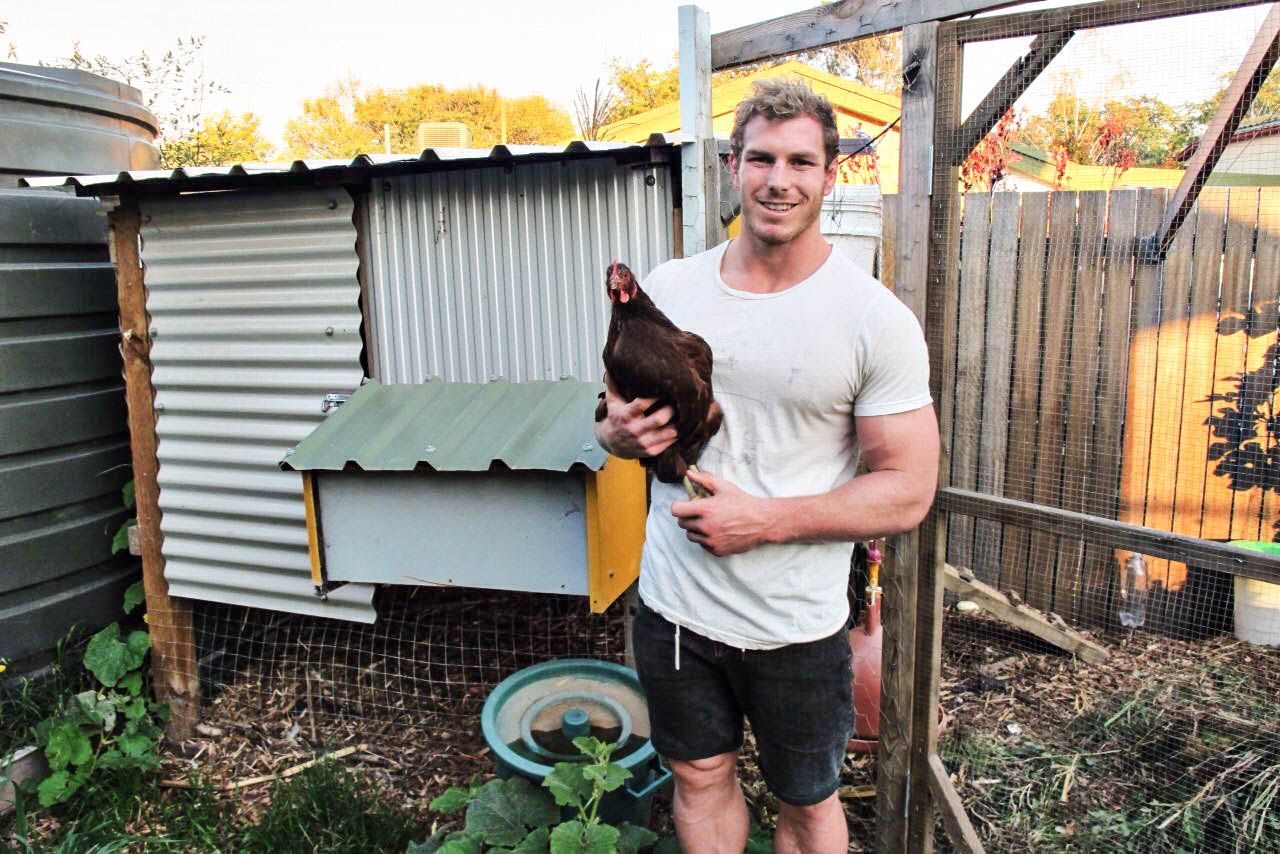
David Pocock dia 6 d'abril de 2016

David Pocock va créixer a una granja als afores de Gweru, una ciutat a les Midlands de Zimbàbue. Va començar a jugar a rugbi amb tan sols 8 anys a la seva escola, “Midlands Christian School”.
La seva família (mare, pare i dos germans petits) es van mudar a Brisbane, Austràlia el 2002 per començar una nova vida, després que els prenguessin la granja familiar, a causa del programa de reforma agrària del govern de Zimbàbue.
Va anar a l'escola de “Anglican Church Grammar School” i es va enfocar en l'esport, representant la seva escola en rugbi, waterpolo, atletisme i natació abans d'enfocar-se en només rugbi i waterpolo. Els seus últims dos anys d'escola, va representar la selecció estatal de Queensland en tots dos esports.
Al desembre de 2005 va fer una gira al Regne Unit amb els “australian schoolboys” (jugadors escolars australians).
Al 2008 va escalar, amb un amic seu anomenat Morgan Clarke, la muntanya del Kilimanjaro.
Al 2010 Pocock i la seva parella Emma Palandri van fer una cerimònia de compromís davant dels seus amics i família, però s'han negat a casar-se fins que el matrimoni del mateix sexe sigui legal a Australia.

## Carrera professional
David Pocock l'any 2006 es va mudar a Perth per unir-se a l'equip professional, Western Force, que en aquell moment jugava a la Super Rugby. Inicialment, a causa de no tenir 18 anys encara, no podia jugar a la Super Rugby i només va poder jugar un partit al final de la temporada, contra els Sharks.
L'any 2008 va liderar la Selecció Australiana de Sub-20 com a capità a la “Junior World Championship”, més endavant, aquell mateix any, va debutar pels Wallabies contra els All Blacks (selecció nacional de Nova Zelanda) a Hong Kong. L'any 2011 va disputar el “Rugby World Cup” (mundial de rugbi) on els Wallabies van acabar en tercera posició.
L'any 2012 va ser el capità dels Wallabies. Sota el seu lideratge, al mes de juny, van guanyar una sèrie de partits internacionals contra Gal·les 3-0, abans de lesionar-se el lligament encreuat anterior dret per primer cop. Durant la recuperació es va tornar a lesionar. Al 2013 va signar amb els Brumbies, però a causa de múltiples lesions del genoll, només va poder jugar un total de 5 partits al 2013 i 2014.
2015 va ser un gran any per ell, ja que va fer el seu gran retorn després d'un parell d'anys decebedors. Després d'una molt bona temporada de Super Rugby amb els Brumbies, va ser seleccionat pels Wallabies i va tenir un paper important a la campanya del rugby australià al mundial de 2015 on van acabar en segon lloc després d'una derrota a la final, davant Nova Zelanda. El seu estil de joc va ser reconegut amb una nominació del premi “World Rugby Player of the Year” (el millor jugador de l'any).
Al maig de 2016 Pocock va signar un acord de tres anys amb els “Panasonic Wild Knights” del Japó. Aquest acord està estructurat perquè pugui disputar el mundial de 2019 amb els Wallabies. Va jugar la temporada de 2016-2017 amb els Wild Knights i quan va acabar el gener de 2017 va fer un any sabàtic fins l'inici de la temporada 2017-2018. Just després d'acabar aquesta temporada, va tornar a Austràlia per jugar amb els Brumbies la Super Rugby, saltant-se la temporada de 2018-2019. Al acabar el mundial de 2019 tornarà al Japó per finalitzar el seu contracte, jugant amb els Wild Knights la temporada 2019-2020.

## Activisme
David Pcocok està preocupat pel canvi climàtic i el dany que provoca l'activitat humana. Ha expressat públicament el seu punt de vista en aquest problema. L'acció més notable que ha fet ha estat visitar una mina a Austràlia i per evitar l'expansió d'aquesta mina es va lligar a una excavadora durant 10 hores, va acabar quan la policia el va detenir a ell i al seu company.
També està en contra de l'homofòbia i constantment expressa aquest pensament dins i fora del camp. L'any 2015 Pocock va fer que l'àrbitre Craig Joubert s'adrecés a un jugador de l'equip rival, a causa que l'havia sentit utilitzar un vocabulari homòfob.

## Palmarès
- 2010: "John Eales medal"[6]
- 2011: “Rugby Union Players' Association (RUPA) medal for excellence”[7]
- 2012: “Western Australia Young Australian of the year”[8]
- 2015: "Brett Robinson player's player award"[9]
- 2015: “Rugby Union Players' Association (RUPA) medal for excellence”[7]

## Estadístiques
Club
| Temporada | Competicions                           | Club                               | Partits | Titular | Suplent | Minuts  | Marques | Punts | Targetes Grogues | Targetes Vermelles |
| --------- | -------------------------------------- | ---------------------------------- | ------- | ------- | ------- | ------- | ------- | ----- | ---------------- | ------------------ |
| 2006      | Super 14                               | Western Force                      | 1       | 1       | 0       | 80      | 0       | 0     | 0                | 0                  |
| 2007      | Super 14                               | Western Force                      | 12      | 5       | 7       | 515     | 0       | 0     | 1                | 0                  |
| 2008      | Super 14 Australian Rugby Championship | Western Force Perth Spirit         | 12 2    | 11 2    | 1 0     | 858 160 | 1 0     | 5 0   | 2 0              | 0                  |
| 2009      | Super 14                               | Western Force                      | 13      | 13      | 0       | 1028    | 0       | 0     | 0                | 0                  |
| 2010      | Super 14                               | Western Force                      | 8       | 8       | 0       | 640     | 3       | 15    | 0                | 0                  |
| 2011      | Super Rugby                            | Western Force                      | 9       | 9       | 0       | 651     | 1       | 5     | 0                | 0                  |
| 2012      | Super Rugby                            | Western Force                      | 14      | 14      | 0       | 1120    | 3       | 15    | 0                | 0                  |
| 2013      | Super Rugby                            | ACT Brumbies                       | 3       | 3       | 0       | 229     | 0       | 0     | 0                | 0                  |
| 2014      | Super Rugby                            | ACT Brumbies                       | 2       | 2       | 0       | 150     | 0       | 0     | 0                | 0                  |
| 2015      | Super Rugby                            | ACT Brumbies                       | 14      | 13      | 1       | 1035    | 8       | 40    | 0                | 0                  |
| 2016      | Super Rugby                            | ACT Brumbies                       | 11      | 11      | 0       | 863     | 2       | 10    | 1                | 0                  |
| 2017      | Japó                                   | Panasonic Wildknights              | 4       | 4       | 0       | 272     | 1       | 5     | 0                | 0                  |
| 2018      | Japó Super Rugby                       | Panasonic Wildknights ACT Brumbies | 11 10   | 10 10   | 1 0     | 718 743 | 1 2     | 5 10  | 0 0              | 0                  |

Internacional
Australia
| Temporada | Competicions                                            | Partits | Titular | Suplent | Minuts      | Marques | Punts  | Targetes Grogues | Targetes Vermelles |
| --------- | ------------------------------------------------------- | ------- | ------- | ------- | ----------- | ------- | ------ | ---------------- | ------------------ |
| 06/07     | Pacific Nations Cup                                     | 3       | 3       | 0       | 207         | 0       | 0      | 0                | 0                  |
| 08/09     | Tests Internacionals                                    | 5       | 1       | 4       | 126         | 0       | 0      | 0                | 0                  |
| 09/10     | Tests Internacionals Tri-nations                        | 8 6     | 7 2     | 1 4     | 510 259     | 1 0     | 5 0    | 0 0              | 0                  |
| 10/11     | Tests Internacionals Tri-nations                        | 5 6     | 5 6     | 0 0     | 387 480     | 1 0     | 5 0    | 0 0              | 0                  |
| 11/12     | Tests Internacionals Tri-nations Rugby World Cup        | 5 4 5   | 5 4 5   | 0 0     | 360 305 341 | 0 0 2   | 0 0 10 | 0 0              | 0                  |
| 12/13     | Tests Internacionals Rugby Championship                 | 1 1     | 1 1     | 0 0     | 80 80       | 0 0     | 0 0    | 0 0              | 0                  |
| 15/16     | Tests Internacionals Rugby Championship Rugby World Cup | 2 5 3   | 1 5 2   | 1 0 1   | 110 379 195 | 0 0 3   | 0 0 15 | 0 0              | 0                  |
| 16/17     | Tests Internacionals Rugby Championship                 | 6 4     | 5 4     | 1 0     | 385 279     | 0 0     | 0 0    | 0 0              | 0                  |
| 17/18     | Tests Internacionals                                    | 3       | 3       | 0       | 234         | 1       | 5      | 0                | 0                  |
| 18/19     | Rugby Championship                                      | 5       | 5       | 0       | 400         | 1       | 5      | 0                | 0                  |